# 莉儿·金
金伯利·丹尼斯·琼斯（Kimberly Denise Jones，1974年或1975年7月11日），艺名莉兒·金（Lil' Kim），是美国说唱歌手、词曲作家、模特和演员。她出生在纽约布鲁克林，并在那里长大，青少年时期的大部分时间是在被驱逐出家门后流落街头。在她十几岁的时候，琼斯会即兴说唱，深受像MC Lyte和Lady of Rage这样的女嘻哈歌手的影响。1994年，她被同为说唱歌手的聲名狼藉先生发现，邀请她加入他的说唱组合Junior M.A.F.I.A.。他们作为一个团体的首张专辑《共谋》在美国产生了两首前20名单曲，并被美国唱片业协会（RIAA）认证为金唱片。
莉儿·金的首张录音室专辑《Hard Core》被RIAA认证为双白金唱片，全球销量超过600万张，并发行了三首单曲：〈No Time〉、〈Not Tonight (Ladies Night)〉，以及〈迷恋你〉。她随后的专辑《聲名狼藉的金》(2000)和《La Bella Mafia》(2003)也获得了白金唱片的认证，使她成为除了蜜西·艾莉特和妮姬·米娜之外，唯一拥有至少三张白金唱片认证录音室专辑的女歌手。2001年，她的单曲《Lady Marmalade》（改编自1975年的热门单曲《Lady Marmalade》，最初由拉贝尔录制）与美雅、紅粉佳人和克里斯蒂娜·阿奎莱拉一起登上美国公告牌百强单曲榜榜首。此外，該翻唱曲还获得了两项MTV音乐录影带大奖，包括年度最佳录影带奖，以及2002年第44届格莱美奖的最佳流行歌手合作奖。2005年，她因在四年前的一起枪击事件中向陪审团撒谎而被判入狱一年。在她被监禁期间，她的第四张专辑《赤裸裸的真相》（The Naked Truth）获得了评论界的好评。2009年，她重返公众视野，在《与星共舞》中亮相。
在她的职业生涯中，莉儿·金在全球售出了超过1,500万张专辑和3,000万张单曲。她的歌曲《No Time》、《Big Momma Thang》和《Ladies Night》都被Complex杂志评选为50首女性最佳说唱歌曲。2012年，莉儿·金在VH1的100位最伟大的音乐女性榜单上排名第45位，这是独唱女性嘻哈艺人的第二高排名。莉儿·金被AllMusic称为“最凶猛、最具挑衅性、最臭名昭著的女歌手”。在《麦克上有上帝》一书中，她还被评为有史以来最伟大的50位主持人之一。除了音乐，莉儿·金还以她敢于冒险和奢华的时尚风格而闻名，这激发了许多艺术家的灵感；她被称为时尚偶像。她被称为有史以来最有影响力的说唱歌手之一，经常被称为“说唱女王”和“嘻哈女神”。

## 个人生活与职业生涯

### 早年间生活和职业生涯的开始
琼斯出生在纽约市布鲁克林区的贝德福德-斯图伊弗森（Bedford-Stuyvesant）社区，是前美国海军陆战队队员林伍德·琼斯（Linwood Jones）和鲁比·琼斯（Ruby Jones）（后来的鲁比·琼斯-米切尔（Ruby Jones- Mitchell））的第二个孩子。她有一个哥哥叫克里斯托弗。小时候，琼斯就读于布鲁克林的万圣皇后小学。9岁时，父母离异，琼斯由父亲抚养长大，两人的关系十分紧张。在被父亲赶出家门后，琼斯高中辍学，开始露宿街头。